# Montale-Agliana
Montale-Agliana (włoski: Stazione di Montale-Agliana) – stacja kolejowa położona pomiędzy Montale i Agliana, w regionie Toskania, we Włoszech. Znajdują się tu 2 perony.